# Vindullus gracilipes
Vindullus gracilipes là một loài nhện trong họ Sparassidae.
Loài này thuộc chi Vindullus. Vindullus gracilipes được Władysław Taczanowski miêu tả năm 1872.